# Leonard Ceeley
Leonard Ceeley, de son vrai nom Leon Otis Dickerson Seeley, est un acteur britannique, né le 14 août 1892 à Gravesend, Kent (Royaume-Uni) et décédé le 7 mai 1977 à Los Angeles, Californie (États-Unis).
Il commence sa carrière musicale en tant que choriste à la cathédrale de Rochester, avant de se rendre en Italie afin de perfectionner sa technique vocale.
Sa carrière théâtrale se déroule ensuite presque exclusivement aux États-Unis, où il interprète de nombreux rôles dans des comédies musicales et opérettes des années 1920 et 1930 , notamment sur les scènes de Broadway (théâtre) et lors de tournées à travers le pays.
De 1930 à 1935, il incarne plusieurs rôles principaux au St. Louis Municipal Opera Theatre, communément appelé The Muny.
Par la suite, il s’oriente vers une brève carrière cinématographique, marquée par un rôle notable : Celui de Whitmore, dans Un jour aux courses un film des Marx Brothers.
Après 1937, ses apparitions deviennent de plus en plus rares.
En 1943, Leonard Ceeley épouse Lorraine Bridges, une actrice et chanteuse américaine. Ils restent mariés jusqu'à sa mort.
Ils partagent la scène en 1947 à Leeds dans "Gardenia Lady", une adaptation libre deCyrano de Bergerac. Cette œuvre est écrite, composée, produite et interprétée par Leonard Ceeley lui-même, sous le pseudonyme de Lyn Ceeley,.

## Théâtre
- 1924 : Lollipop as Don Carlos
- 1927 : My princess ; as Guiseppe Ciccolini
- 1928 : Comtesse Maritza as Count Tassilo Endrody
- 1929 : Café de Danse as Ramon
- 1930 : Alone at Last as Baron Franz Von Hansen
- 1930 : Blossom Time as Baron Von Schober
- 1930 : Nina Rosa as Pablo
- 1930 : The New Moon as Phillippe
- 1930 : The Desert Song as Pierre Birabeau
- 1930 : The Student Prince as Prince Karl Franz
- 1930 : Madame Pompadour as Rene Comte d'Estrades
- 1930 : Maytime as Rudolpho/Signor Zizalle
- 1930 : Show Boat as Steve
- 1931 : Comtesse Maritza as Count Tassilo Endrody
- 1931: The Three Musketeers as D'Artagnan
- 1931: Rose-Marie as Edward Hawley
- 1931 : Rio Rita as General Enrique Joselito Esteban
- 1932 : The Rose of Stamboul as Achmed Bey
- 1932 : The Riviera Girl as Charles Lorenz
- 1932 : The New Moon as Phillippe
- 1932 : The Last Waltz as Prince Paul
- 1933 : Beau Brummell as Beau Brummell
- 1933 : My Maryland as Capt. Trumbull
- 1933 : Bitter Sweet as Captain August Lutte
- 1933 : Florodora as Cyrus Gilfain
- 1933 : Rip Van Winkle (Planquette) as Derrick von Beekman
- 1933 : White Lilacs as Pierre Luselle
- 1933 : The Nightingale as Stephen Rutherford
- 1934 : Music in the Air as Bruno Mahler
- 1934 : Cyrano de Bergerac as Cyrano de Bergerac
- 1934 : Sweethearts as Franz
- 1934 : Sweet Adeline as James Day
- 1934 : The New Moon as Phillippe
- 1934 : East Wind as Rene Beauvais
- 1934 : Show Boat as Steve
- 1937 : Music in the Air as Bruno Mahler
- 1943 : Balalaika as Colonel Balakirev
- 1953 : The Boy Friend ; doublure pour le rôle de Percival Browne

## Filmographie
- 1936 : Moonlight Murder : Ivan Bosloff[9]
- 1937 : The Soldier and the Lady ; l'aide du tsar (non crédité)
- 1937 : Un jour aux courses ; Whitmore[9].